# Paulo Suess
Paulo Suess (nascido Paul Günther Süss; Colônia, Alemanha, 1938) é um teólogo católico alemão, que vive e atua desde 1966 no Brasil. É conhecido como defensor da Teologia da Libertação.
Estudou nas Universidades de Bruxelas, Münster, Lovaina e Munique. Nessa última, orientado por Johann Baptist Metz, obteve doutorado em teologia com uma tese sobre "O catolicismo popular no Brasil". Entre 1966 e 1974 trabalhou em pastorais na Amazônia brasileira. Entre 1977 e 1979 ensinou teologia em Manaus. Em 1979 foi nomeado como secretário geral do Conselho Indigenista Missionário (CIMI), ligado à Conferência Nacional dos Bispos do Brasil (CNBB). A partir de 2001, passou a ser o coordenador do Curso de Pós-graduação em Missiologia na Pontifícia Faculdade de Nossa Senhora da Assunção, em São Paulo. Foi assessor teológico do CIMI. Em 2000, foi eleito presidente da "Internacional Asociation for Mission Studies" (IAMS).
Em 1994 recebeu um doutorado honoris causa da Universidade de Bamberg. Em 9 de julho de 2004 recebeu um doutorado honoris causa em teologia católica da Universidade de Frankfurt.
É considerado um grande especialista em missiologia, tendo contribuído para melhor compreensão da inculturação da fé, para a evangelização libertadora e no diálogo interreligioso. Sua reflexão teológica foi marcada pela estreita relação com os povos nativos do Brasil indígena por mais de quarenta anos.
Defendia a necessidade de uma evangelização inculturada de acordo com a perspectiva dos excluídos, que transmitisse a esperança baseada em relatos dos pequenos e não na atitude dos conquistadores.

## Obras
- Volkskatholizismus in Brasilien. Typologie und Strategie gelebter Religiosität. Dissertação 1976, Münster. Kaiser, München 1978, ISBN 3459011394. Traduzido para o português em 1978.
- "Em defesa dos povos indígenas. Documentos e legislação" (org.) (São Paulo, 1980);
- "Do grito a canção. Poemas de resistência" (São Paulo, 1983);
- Vom Schrei zum Gesang. Brasilianische Meditationen. Peter Hammer Verlag, Wuppertal 1985, ISBN 3779573938
- "Cálice e cuia. Crônicas de pastoral e política indigenista" (Petrópolis, 1985);
- "Utopia cativa: catequese indigenista e libertação indígena" (Petrópolis, 1986);
- "A causa indígena na caminhada e a proposta do Cimi 1972-1989" (São Paulo, 1989);
- "Culturas e evangelização";
- "A unidade de razão evangélica na multiplicidade de suas vozes: pressupostos, desafios e compromissos" (São Paulo, 1991)
- "A conquista espiritual da América Espanhola. 200 documentos - Século XVI" (org.) (Petrópolis, 1992);
- "Evangelizar a partir dos projetos dos outros. Ensaios de missiologia" (São Paulo, 1995);
- "Os confins do mundo no meio do nós. Simpósio missiológico internacional" (org.) (São Paulo, 2000);
- Weltweit artikuliert – kontextuell verwurzelt. Theologie und Kirche Lateinamerikas vor den Herausforderungen des „dritten Subjekts“. Zeugnisse – Analysen – Perspektiven. IKO – Verlag für Interkulturelle Kommunikation, Frankfurt am Main/Londres 2001, ISBN 3889396232.
- "Travessia com esperança. Memórias, diagnósticos, horizontes" (Petrópolis, 2001);
- "Introducâo à Teologia da Missão" (Ed. Vozes, Petrópolis, 2007);
- "Dicionário de Aparecida" (Ed. Paulus, São Paulo, 2007); (com outros);
- "conversão dos cativos" (São Bernardo do Campo, 2009)[1].